# Символ воны
Символ или знак воны (₩) — типографский символ, который входит в группу «Символы валют» (англ. Currency Symbols) стандарта Юникод: оригинальное название — Won sign (англ.); код — U+20A9. Используется, главным образом, для представления южнокорейской воны, но иногда и воны Северной Кореи.
Характерные символы, выполняющие эти функции: для южнокорейской воны — ₩ • 원 • 圓 • 元; для северокорейской воны — ₩ • 원. Кроме того, для их краткого представления используются коды стандарта ISO 4217: соответственно, KRW (410) и KPW (408).

## Начертание
Символ «₩» представляет собой заглавную латинскую букву «W», перечеркнутую одной или двумя параллельными горизонтальными линиями. Образован от названия денежной единицы «вона» на английском языке (англ. Won).
Разновидность символа, включённая в стандарт Юникод, — «￦», или «широкий символ воны» (англ. fullwidth won sign; U+FFE5), введённый для совместимости с символами CJK.

## Использование в качестве сокращения названий денежных единиц
Символ «₩» используется, главным образом, для представления денежных единиц с названием «вона», прежде всего южнокорейской, но и иногда и северокорейской.
Северокорейская и южнокорейская воны также могут обозначаться с помощью символов местных письменностей:
- слога хангыля — 원 (U+C6D0);
- единой идеограммы CJK — 圓 (U+5713);
- единой идеограммы CJK — 元 (U+5143).

Для представления северокорейской воны иероглифы почти не используются.
Список существующих денежных единиц с названием «вона»
| Денежная единица (на англ. и/или на языке страны эмитента) | Государство (территория) | Период обращения   | Варианты краткого представления | Варианты краткого представления | Примеры использования | Примеры использования |
| Денежная единица (на англ. и/или на языке страны эмитента) | Государство (территория) | Период обращения   | коды ISO 4217                   | символы                         | на денежных знаках    | на марках             |
| ---------------------------------------------------------- | ------------------------ | ------------------ | ------------------------------- | ------------------------------- | --------------------- | --------------------- |
| Северокорейская вона (англ. won; кор. 원?, 圓?)            | КНДР                     | 1959 (2009) — н.в. | KPW (408)                       | ₩ • 원                          |                       |                       |
| Южнокорейская вона (англ. won; кор. 원?, 圓?)              | Республика Корея         | 1962 — н.в.        | KRW (410)                       | ₩ • 원 • 圓 • 元                |                       |                       |